# Jijiazhuang (sockenhuvudort i Kina, Shanxi Sheng, lat 39,85, long 113,45)
Jijiazhuang är en sockenhuvudort i Kina. Den ligger i provinsen Shanxi, i den norra delen av landet, omkring 230 kilometer norr om provinshuvudstaden Taiyuan. Antalet invånare är 7 306. Befolkningen består av 3 469 kvinnor och 3 837 män. Barn under 15 år utgör 13,0 %, vuxna 15-64 år 69 %, och äldre över 65 år 16,0 %.
Runt Jijiazhuang är det ganska tätbefolkat, med 172 invånare per kvadratkilometer. Närmaste större samhälle är Maojiazao, 17,5 km väster om Jijiazhuang. Trakten runt Jijiazhuang består i huvudsak av gräsmarker.
Genomsnittlig årsnederbörd är 679 millimeter. Den regnigaste månaden är juli, med i genomsnitt 165 mm nederbörd, och den torraste är januari, med 4 mm nederbörd.